# Phare de Runde
Le phare de Runde (en norvégien : Runde fyr)  est un phare côtier de la commune de Herøy, dans le Comté de Møre og Romsdal (Norvège). Il est géré par l'administration côtière norvégienne (en norvégien : Kystverket).
Le phare est classé patrimoine culturel par le Riksantikvaren depuis 2001 .

## Histoire
Le phare se trouve sur l'île de Runde. Le premier phare a été construit en 1767, et remplacé plusieurs fois en 1826 et 1858 par une tour cylindrique en fonte. Le phare actuel date de 1935 et il a été automatisé en 2002. La lentille de Fresnel d'origine est toujours en fonctionnement. Les maisons des gardiens, à proximité, sont devenus des résidences privées.

## Description
Le phare actuel est un bâtiment carré en béton de 14 mètres de haut, avec une galerie et lanterne. Le bâtiment est peint en blanc et la grande lanterne est rouge. Son Feu à occultations  émet, à une hauteur focale de 50 mètres, un groupe éclat blanc, rouge et vert selon différents secteurs toutes les 6 secondes. Sa portée nominale est de 19 milles nautiques (environ 35 km) pour le feu blanc, 15 pour le feu rouge et 16 pour le feu vert.
Identifiant : ARLHS : NOR-050 ; NF-3270 - Amirauté : L0722 - NGA : 6024 .
|                      |
| Le phare (1890-1900) |

|          |
| Le phare |

### Lien connexe
- Liste des phares de Norvège